# Tendinopatia
Una tendinopatia és un tipus de trastorn del tendó que provoca dolor, inflor i alteració de la seva funció. El dolor normalment empitjora amb el moviment. Íntimament lligat a aquest terme hi ha els de tendinitis (donant relleu al component d'inflamació), tendinosi (donant relleu al component de degeneració), i entesitis (quan s'afecten les èntesis, les unions entre el tendó i l'os).
La majoria es produeix habitualment al voltant de l'espatlla (tendinopatia del manegot dels rotatoris, tendinitis del bíceps), el colze (colze de tenista, colze de golfista), canell, maluc, genoll (tendinitis rotular, tendinopatia poplítia) o turmell (tendinitis d'Aquil·les).
Les causes poden incloure una lesió o activitats repetitives. Les causes menys comunes inclouen infecció, artritis, gota, malaltia tiroidal, diabetis i l'ús dels medicaments antibiòtics de la quinolona. Els grups de risc inclouen persones que fan feina manual, músics i esportistes. El diagnòstic es basa normalment en els símptomes, l'examen, i ocasionalment imatge mèdica. Unes poques setmanes després d'una lesió queda poca inflamació, amb el problema subjacent relacionat amb les fibril·les tendinoses febles o alterades.
El tractament pot incloure repòs, AINE, ús de fèrules i fisioteràpia. Amb menys freqüència es poden fer injeccions de glucocorticoides o cirurgia. Al voltant del 80% dels pacients amb tendinopatia per ús excessiu es recuperen completament en sis mesos. La tendinopatia és relativament freqüent. Les persones grans es veuen més afectades. Es tradueix en una gran quantitat de treball perdut.